# Carrer Major i plaça de l'Església (Térmens)
El Carrer Major i plaça de l'Església és una obra de Térmens (Noguera) inclosa a l'Inventari del Patrimoni Arquitectònic de Catalunya.

## Descripció
Són els llocs més antics del poble. Actualment l'estructura de les cases i la forma del carrer han canviat molt respecte la seva forma primitiva.
Al carrer Major hi podem trobar cases fetes amb pedra, amb porta d'arc de mig punt, amb l'habitatge a sobre i una golfa a la part superior. També hi ha cases de construcció recent amb un gran magatzem a la planta baixa i un pis al damunt. La distribució espacial no ha canviat molt, el que si ha canviat és l'aspecte de les cases.
A la plaça de l'Església l'únic edifici important és l'antiga Església Parroquial del poble.

## Història
Foren durant molt temps el lloc més important i agitat del poble, centre a partir del qual es va anar fent més gran. Actualment aquesta part del poble es troba molt tranquil·la, perdent el prestigi que tenia antuvi. El fet que l'antiga església es trobi fora de culte ha agreujat la situació.